# Оверно
Оверно (фр. Auvernaux) насеље је и општина у Француској у региону Париски регион, у департману Есон која припада префектури Еври.
По подацима из 2011. године у општини је живело 343 становника, а густина насељености је износила 52,77 становника/km². Општина се простире на површини од 6,5 km². Налази се на средњој надморској висини од 85 метара (максималној 92 m, а минималној 72 m).

## Демографија
| 1962. | 1968. | 1975. | 1982. | 1990. | 1999. | 2011. |
| ----- | ----- | ----- | ----- | ----- | ----- | ----- |
| 195   | 202   | 157   | 259   | 249   | 257   | 343   |

График промене броја становника у току последњих година